# Corvus caurinus
O Corvus caurinus é uma ave da família Corvidae (corvos).

## Características
- Comprimento: 38 –43 cm
- Envergadura:
- Peso: 270 - 350 gr
- Longevidade:12 anos